# Dylan Patton

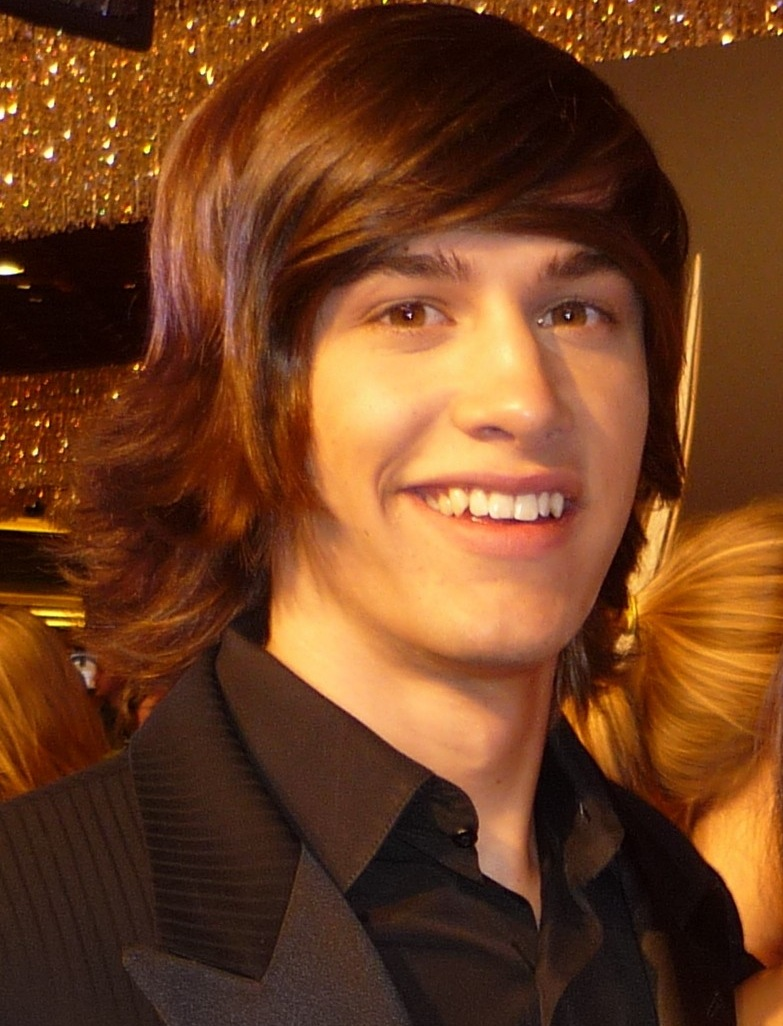
Dylan Patton (2010)

Dylan Michael Patton (* 13. Juli 1992 in Denton, Texas) ist ein US-amerikanischer Schauspieler und ehemaliges Model. Bekanntheit erlangte er vor allem durch seine Rolle als Will Horton in der US-amerikanischen Serie Zeit der Sehnsucht.

## Leben
Dylan kam 1992 als Sohn von Deborah Patton und David Patton zur Welt. Deborah Patton ist professionelle Photographin. Er hat einen jüngeren Bruder, Julian Patton. Julian ist ein regional bekannter High School Football Champion. Dylan wuchs in Denton, Texas auf und zog mit seiner Familie nach Agoura Hills, Kalifornien. 2011 wechselte er seinen Manager, um seine schauspielerische Karriere voranzubringen.

## Filmografie (Auswahl)
- 2002: Our Family
- 2005: Paradis Texas
- 2005: O' Best Beloved, Six Honest Men
- 2005: Raven blickt durch (That's So Raven, Fernsehserie)
- 2007: Cold Case – Kein Opfer ist je vergessen (Cold Case, Fernsehserie)
- 2008: So Others May Live
- 2009: First Strike
- 2009–2010: Zeit der Sehnsucht (Days of Our Lives, Fernsehserie)

## Auszeichnungen
- 2008 Nominierung: Young Artist Awards 2008 für Cold Case
- 2010 Nominierung: Daytime Emmy Awards für Zeit der Sehnsucht
- 2011 Nominierung: Young Artist Awards 2011 für Zeit der Sehnsucht